# جمعية بوسطن لنقاد السينما
جمعية بوسطن لنقاد السينما يرمز لها اختصارا بـ (BSFC) هي منظمة من نقاد السينما تقع في ماساتشوستس، الولايات المتحدة. تأسست في عام 1981م.

كل عام على مدى العقود الثلاثة الماضية، وجمعية بوسطن للنقاد السينمائيين تقدم جائزة جمعية بوسطن لنقاد السينما.

## الفئات
- أفضل ممثل.
- أفضل ممثلة.
- أفضل طاقم فيلم.
- أفضل مخرج.
- أفضل فيلم.
- أفضل فيلم أجنبي.
- أفضل سيناريو.(سواء كان أصلي أو مقتبس)
- أفضل ممثل مساعد.
- أفضل ممثلة مساعدة.

## وصلات خارجية
- جمعية بوسطن لنقاد السينما الموقع الرئيسي.
- جائزة جمعية بوسطن لنقاد السينما في قاعدة بيانات السينما العالمية.